# Fred J. Balshofer
Fred J. Balshofer est un réalisateur, producteur, scénariste et directeur de la photographie américain du cinéma muet, né le 2 novembre 1877 à New York, et mort le 21 juin 1969.

## Biographie
Très tôt intéressé à la photographie Fred J. Balshover a débuté comme photographe. Attiré par l'industrie cinématographique naissante, de 1905 à 1908 il travaille à Lubin Studios à Philadelphie.
En 1909, engagé par Adam Kessel de la New York Motion Picture Company, Fred Balshofer réalise son premier film Disinherited Son's Loyalty sur lequel il est également été directeur de la photographie. Cette même année, il dirige Davy Crockett - In Hearts United, qui est le premier film sur le héros américain. Le tournage des premiers films a lieu dans la région de Fort Lee, New Jersey, mais bientôt Fred J. Balshofer emménage sur la côte Ouest comme directeur général de la New York Motion Picture Company. Les westerns réalisés pour leur filiale, la Bison Motion Pictures y trouvent naturellement leurs décors.
En 1914, il est le directeur de l'éphémère société de production de Ford Sterling, la Sterling Film Company.
En 1916, Fred J. Balshofer devient le président et directeur général des studios Metro-Yorke au 1329 rue Gordon à Hollywood. Dans les années 1920, il produit et réalise des films pour sa propre société de production, la Fred Balshofer Productions.
Au cours de sa carrière, Fred Balshofer produit ou réalise plus de 180 films muets. En 1930, après une tentative infructueuse de diriger un film parlant en langue espagnole, La jaula de los leones, il finit sa carrière comme directeur de studio.
En 1967, il publie un livre écrit avec son ami et célèbre cinéaste Arthur C. Miller sur l'industrie du cinéma One Reel a Week (Une bobine par semaine) sur les débuts de l'industrie cinématographique et la montée du genre western.
Fred J. Balshofer décède à Calabasas, en Californie en 1969 à l'âge de 91 ans et est inhumé au Hollywood Forever Cemetery.

## Filmographie

### En tant que réalisateur et directeur de la photographie
- 1909 Disinherited Son's Loyalty (it)
- 1909 Romance of a Fishermaid (it)
- 1909 Davy Crockett - In Hearts United (it)
- 1909 The Squaw's Revenge (it)  (non confirmé)
- 1909 Why Mr. Jones Was Arrested (it)
- 1909 A Terrible Attempt
- 1909 A Cowboy's Narrow Escape
- 1909 The True Heart of an Indian (it)
- 1909 The Blacksmith's Wife
- 1909 I Love My Wife, But Oh, You Kid
- 1909 The Gypsy Artist
- 1909 My Wife's Gone to the Country
- 1909 Sailor's Child
- 1909 The Yiddisher Cowboy (en)
- 1909 Sheltered Under Stars and Stripes
- 1909 Half Breed's Treachery
- 1909 Secret Service Woman  (non confirmé)
- 1909 His Two Children  (non confirmé)
- 1909 The Paymaster
- 1909 A Kentucky Planter
- 1909 A Squaw's Sacrifice
- 1909 The Faithful Wife
- 1909 Dove Eye's Gratitude
- 1909 The Gold Seeker's Daughter
- 1909 Iona, the White Squaw
- 1909 The Mexican's Crime
- 1909 Young Deer's Bravery
- 1909 The Ranchman's Wife
- 1909 An Indian's Bride
- 1909 The Parson's Prayer
- 1909 Dooley's Thanksgiving Turkey
- 1909 The Message of an Arrow
- 1909 Reunited at the Gallows
- 1909 The Love of a Savage
- 1909 An Italian Love Story
- 1909 The Red Cross Heroine
- 1910 Red Girl's Romance
- 1910 A Redman's Devotion
- 1910 A Forester's Sweetheart
- 1910 A Cowboy's Reward
- 1910 Romany Rob's Revenge
- 1910 A Romance of the Prairie
- 1910 His Imaginary Crime
- 1910 The Female Bandit
- 1910 By His Own Hands
- 1910 The Ten of Spades ou A Western Raffle
- 1910 Young Deer's Gratitude
- 1910 Government Rations
- 1910 The Imposter
- 1910 Dooley's Holiday
- 1910 For Her Father's Honor
- 1910 Dooley Referees the Big Fight
- 1910 The Cowboy and the Schoolmarm
- 1910 The New Partners
- 1910 The Indian and the Cowgirl
- 1910 The Rose of the Ranch
- 1910 For His Sister's Honor
- 1910 The Mexican's Ward
- 1910 The Man from Texas
- 1910 Company D to the Rescue
- 1910 Nannina
- 1910 A Shot in Time
- 1910 Romance of a Snake Charmer
- 1910 Red Wing's Loyalty
- 1910 Rivalry in the Oil Fields
- 1910 Red Wing's Constancy
- 1910 A Husband's Mistake
- 1910 The Adventures of a Cowpuncher
- 1910 Rattlesnakes
- 1910 Hazel, the Heart Breaker
- 1910 The Rescue of the Pioneer's Daughter
- 1910 A Sister's Devotion
- 1910 Love and Money
- 1910 Cupid's Comedy
- 1910 Lost for Many Years
- 1910 The Feud
- 1910 The Mexican's Jealousy
- 1910 The Curse of Gambling
- 1910 Perils of the Plains
- 1910 The Tie That Binds
- 1910 Married on Horseback
- 1910 Girls
- 1910 Saved from the Redmen
- 1910 An Engineer's Sweetheart
- 1910 A Cowboy's Race for a Wife
- 1910 The Sea Wolves
- 1910 A Mexican Lothario
- 1910 Her Terrible Peril
- 1910 A Ranchman's Simple Son
- 1910 A Sinner's Sacrifice
- 1910 The Sheriff of Black Gulch
- 1910 A Mexican Love Affair
- 1910 Red Fern and the Kid
- 1910 A Message of the Sea
- 1910 Black Pete's Reformation
- 1910 Love in Mexico
- 1910 In the Wild West
- 1910 A Miner's Sweetheart
- 1910 A Cowboy's Generosity
- 1910 A True Country Heart
- 1910 The Prairie Post Mistress
- 1910 A Woman's Better Nature
- 1910 The Redmen's Persecution
- 1910 The Mascot of Company D
- 1910 Kit Carson
- 1910 Dan, the Arizona Scout
- 1910 The Night Rustlers
- 1910 Western Justice
- 1910 A True Indian Brave
- 1910 A Cowboy's Matrimonial Tangle
- 1910 For a Western Girl
- 1910 For the Love of Red Wing
- 1910 A Cattle Rustler's Daughter
- 1910 A Cowboy for Love
- 1910 The Ranch Raiders
- 1910 Young Deer's Return
- 1910 The Girl Scout
- 1910 A Cowboy's Daring Rescue
- 1910 The Prayer of a Miner's Child
- 1910 The Lure of Gold
- 1910 The Wrong Trail
- 1910 The Girl Cowboy
- 1910 A Red Girl's Friendship
- 1910 The Fatal Gold Nugget
- 1910 Red Wing and the White Girl
- 1910 The Branded Man
- 1910 Bud's Triumph
- 1910 The Flight of Red Wing
- 1910 An Indian Maiden's Choice
- 1910 True Western Honor
- 1910 A Cheyenne's Love for a Sioux
- 1910 The Ranchman's Personal
- 1910 An Indian's Elopement
- 1911 In the Heart of the Sierras

### En tant que réalisateur (et éventuellement scénariste)
- 1911 The Savage Girl's Devotion
- 1911 Little Dove's Romance
- 1912 The Restoration (également scénariste)
- 1912 The Doctor's Double  (également scénariste)
- 1912 His Better Self (coréalisateur : Francis Ford)
- 1912 Mary of the Mines
- 1913 The Revelation
- 1913 Her Legacy
- 1915 Rosemary
- 1916 A Corner in Cotton
- 1916 The Come-Back (également scénariste)
- 1916 The Masked Rider  (également scénariste)
- 1916 Pidgin Island  (également scénariste)
- 1917 The Haunted Pajamas  (également scénariste)
- 1917 Under Handicap  (également scénariste)
- 1917 Le Jardin du paradis (Paradise Garden)  (également scénariste)
- 1917 The Square Deceiver (également scénariste)
- 1918 Broadway Bill (également scénariste)
- 1918 Lend Me Your Name (également scénariste)
- 1919 A Man of Honor (également scénariste)
- 1920 An Adventuress (également scénariste)
- 1922 The Three Buckaroos (en) (également scénariste)
- 1927 The Lone Rider
- 1930 La jaula de los leones

### En tant que producteur
- 1909 Dove Eye's Gratitude
- 1911 Little Dove's Romance
- 1914 Love and Vengeance
- 1914 The Fatal Wedding
- 1914 Sergeant Hofmeyer
- 1914 Papa's Boy
- 1914 Neighbors
- 1914 Hearts and Swords
- 1914 Snitz Joins the Force
- 1914 When Smaltz Loves
- 1914 Kids
- 1914 A Jealous Husband
- 1914 The Flirt
- 1914 It's a Boy!
- 1914 The Crash
- 1914 Snookee's Flirtation
- 1914 A Beach Romance
- 1914 Love and Lunch
- 1914 A Wild Ride
- 1914 Troublesome Pets
- 1914 A Race for Life
- 1914 A Dramatic Mistake
- 1914 A Strong Affair
- 1914 At Three O'Clock
- 1914 His Wife's Flirtation
- 1914 Lost in the Studio
- 1914 A Rural Affair
- 1914 Snookee's Disguise
- 1914 The Tale of a Hat (it)
- 1914 A Bogus Baron
- 1914 The Broken Doll
- 1914 Trapped in a Closet
- 1914 In and Out
- 1914 A Shooting Match
- 1914 The Battle
- 1914 Myer's Mistake
- 1914 Hypnotic Power
- 1914 The Close Call
- 1914 Heinie's Outing
- 1914 Carmen's Wash Day
- 1914 Secret Service Snitz
- 1914 Snookee's Day Off
- 1914 A Race for a Bride
- 1914 The Wall Between
- 1914 Dot's Chaperone
- 1914 An Ill Wind
- 1914 The Dog Raffles
- 1914 A Bear Escape
- 1914 Noodles' Return
- 1914 Black Hands
- 1914 Dot's Elopement
- 1914 Love, Luck and Candy
- 1914 Billy's Charge
- 1914 His New Job
- 1914 Lizzie's Fortune
- 1914 The Fatal Hansom
- 1914 Carmen's Romance
- 1914 Innocent Dad
- 1914 Love and Water
- 1915 Olive's Love Affair
- 1915 Those German Bowlers
- 1915 The Dude Raffle
- 1915 Treasure Seekers
- 1915 Love and Dough
- 1915 Billie's Strategy
- 1915 The Fox-Trot Craze
- 1915 The Runaway Closet
- 1915 When Snitz Was 'Marriaged'
- 1915 Raindrops and Girls
- 1915 Olive's Pet
- 1915 Olive's Hero
- 1915 The Butler's Busted Romance
- 1915 Playmates
- 1915 The Chef's Revenge
- 1915 Counting Out the Count
- 1915 Pokes and Jabs
- 1915 The Battle of Running Bull
- 1915 The Second in Command
- 1915 Pennington's Choice
- 1915 Rosemary
- 1916 A Corner in Cotton
- 1917 The Avenging Trail
- 1922 The Three Buckaroos (en)
- 1926 Temple of Terror
- 1926 The Millionaire Orphan
- 1926 Signal Fires
- 1926 The Secluded Roadhouse
- 1926 Prince of the Saddle
- 1926 Two Fisted Buckaroo
- 1927 The Lone Rider
- 1927 The Grey Streak
- 1928 Triple Pass
- 1928 The Battling Bookworm

### En tant que scénariste
- 1912 The Civilian ( + histoire)
- 1917 The Promise (scénario)
- 1917 The Hidden Spring
- 1917 The Avenging Trail
- 1918 Broadway Bill (écriture)

## Sources
- One Reel a Week, Fred J. Balshofer et Arthur C. Miller, University of California Press (1968)  (ISBN 978-0-52000-073-5)